# Albignahütte
Die Albignahütte (rätoromanisch Capanna da l’Albigna) ist eine Berghütte der Sektion Hoher Rohn des Schweizer Alpen-Clubs (SAC) in den Bernina-Alpen. Sie liegt auf einer Höhe von 2332 m ü. M. östlich des Albignasees. Die Hütte dient als Stützpunkt für zahlreiche Klettertouren und ist ein Etappenziel des Sentiero Alpino Bregaglia.

## Zustieg
Von der Ortschaft Pranzaira nördlich von Vicosoprano führt ein Wanderweg zur Staumauer des Albignasees (ca. 3 ½ Stunden), alternativ kann für diesen Abschnitt auch eine Seilbahn genutzt werden. Von der Staumauer ist die Hütte in 40 Minuten über einen Wanderweg erreichbar.

## Übergänge
- Sciorahütte (2118 m ü. M.) über den Cacciabellapass (Süd) (2894 m ü. M.), Schwierigkeit T5, Gehzeit 5 ½ Stunden, seit dem Bergsturz von Bondo im Jahre 2017 gesperrt
- Fornohütte (2574 m ü. M.) über den Pass da Casnil Sud (2941 m ü. M.), T4, Gehzeit 5 ½ Stunden
- Rifugio Allievi-Bonacossa (2388 m s.l.m.) über den Passo di Zocca, T5